# Theadora Van Runkle
Theadora Van Runkle   (Los Angeles, 27 de març de 1928 - Los Angeles, 4 de novembre de 2011) fou una dissenyadora de roba nord-americana de pel·lícules.

## Vida personal
Va néixer el 27 de març de 1928 a la ciutat de Pittsburgh, població situada a l'estat nord-americà de Pensilvània, amb el nom de Dorothy Schweppe. Fou filla il·legítima de Courtney Bradstreet Schweppe i Eltsy Adair. Als setze anys es casà amb Robert Lorimer Van Runkle, del qual n'adoptà el cognom, i posteriorment amb Bruce V. McBroom. Tingué dos fills del primer matrimoni.
Va morir el 4 de novembre de 2011 a la seva residència de Los Angeles (Califòrnia), a conseqüència d'un càncer de pulmó.

## Carrera artística
Inicià la seva carrera en el món del cinema dissenyant el vestuari de pel·lícules protagonitzades per Faye Dunaway: Bonnie i Clyde (1967), El cas de Thomas Crown (1968) i El compromís (1969). Treballà amb alguns dels millors directors de la dècada del 1970 i 1980 com Bonnie i Clyde d'Arthur Penn, Bullit de Peter Yates, El compromís d'Elia Kazan, The Reivers de Mark Rydell, Johnny va agafar el fusell de Dalton Trumbo, El Padrí II de Francis Ford Coppola, Nickelodeon de Peter Bogdanovich, New York, New York de Martin Scorsese, El cel pot esperar de Warren Beatty i Buck Henry o S.O.B. de Blake Edwards.

## Premis

### Premi Oscar
| 1967 | Millor vestuari | Bonnie i Clyde        | Nominat |
| 1974 | Millor vestuari | El Padrí II           | Nominat |
| 1986 | Millor vestuari | Peggy Sue es va casar | Nominat |

### Premi BAFTA
| 1977 | Millor vestuari | New York, New York | Nominat |

### Premi Emmy
| 1983 | Millor vestuari per a sèries | Wizards and Warriors | Guanyador |